# Mucuri (Teófilo Otoni)
Mucuri é um distrito do município brasileiro de Teófilo Otoni, no interior do estado de Minas Gerais. Segundo o censo demográfico de 2022, realizado pelo Instituto Brasileiro de Geografia e Estatística (IBGE), sua população era de 3 213 habitantes e havia 1 186 domicílios particulares permanentes ocupados. Possui área de 310,62 km² conforme a Fundação João Pinheiro (FJP). Foi criado pela lei estadual nº 6.769 de 13 de maio de 1976.
De acordo com o IBGE, em 2010 a população era de 3 593 habitantes e havia 1 357 domicílios particulares.